# Нова громада
«Нова громада» (англ. New Society, рус. Новое общество) — еженедельная газета, выпускавшаяся Федерацией украинских социалистов Канады после их отделения от Федерации украинских социал-демократов. Газета выходила в канадском городе Эдмонтон с 4 февраля 1911 года по сентябрь 1912 года и была первой газетой в городе на украинском языке. Всего вышло 67 номеров. В еженедельнике публиковались статьи на политические темы, в частности о деятельности Федерации украинских социалистов, о жизни и работе украинских переселенцев, о социалистическом движении, а также об украинской истории и культуре. В ней также печатались дискуссии между Романом Кремаром и Павлом Кратом. Публикация номеров еженедельника осуществлялась на средства от подписки, которая стоила 2 доллара, а также на деньги самой Федерации. Редакция газеты была в оппозиции к Федерации украинских социал-демократов, которая склонялась в политическом спектре влево и, в отличие от нее, исповедовала народовство. Газета прекратила своё существование в связи с финансовыми трудностями.
Главные редактора «Нової громади»:
- Роман Кремар (февраль — сентябрь 1911);
- Тома Томашевский (сентябрь 1911 — июнь 1912);
- Іван Семотюк (июнь — сентябрь 1912);
- Ілья Кирияк.